# Кроче
Кроче (фр. Croce, корс. A Croce) — коммуна во Франции, находится в регионе Корсика. Департамент коммуны — Верхняя Корсика. Входит в состав кантона Казинка-Фумальто. Округ коммуны — Бастия.
Код INSEE коммуны — 2B101.

## Население
Население коммуны на 2008 год составляло 82 человека.
| 1962 | 1968 | 1975 | 1982 | 1990 | 1999 | 2008 |
| ---- | ---- | ---- | ---- | ---- | ---- | ---- |
| 103  | 106  | 97   | 100  | 78   | 85   | 82   |

## Экономика
В 2007 году среди 41 человека в трудоспособном возрасте (15—64 лет) 29 были экономически активными, 12 — неактивными (показатель активности — 70,7 %, в 1999 году было 38,9 %). Из 29 активных работали 25 человек (17 мужчин и 8 женщин), безработных было 4 (2 мужчины и 2 женщины). Среди 12 неактивных4 человека были пенсионерами, 8 были неактивными по другим причинам.